# Aleksandr Gennadyevich Alekseyev
Aleksandr Gennadyevich Alekseyev (tiếng Nga: Александр Геннадьевич Алексеев; sinh ngày 23 tháng 8 năm 1989) là một tiền đạo bóng đá người Nga. Anh thi đấu cho FC Tekstilshchik Ivanovo.

## Sự nghiệp câu lạc bộ
Anh có màn ra mắt tại Russian Second Division cho FC Pskov-747 Pskov vào ngày 4 tháng 9 năm 2013 trong trận đấu với FC Rus Sankt Peterburg.